# Xhinte de Lagos
Xhinte de Lagos är en ort i kommunen Morelos i delstaten Mexiko i Mexiko. Samhället hade 1 080 invånare vid folkräkningen år 2020.